# Giorgio Zancanaro (wielrenner)
Giorgio Zancanaro (Sainte-Michele, 15 april 1940) is een voormalig Italiaans wielrenner.

## Belangrijkste overwinningen
1961
- 6e etappe Tour de l'Avenir

1963
- 19e etappe Ronde van Italië

1964
- Ronde van Toscane
- 13e etappe Ronde van Italië

1967
- 1e etappe Ronde van Italië

## Resultaten in voornaamste wedstrijden
| Jaar | Ronde van Italië | Ronde van Frankrijk | Ronde van Spanje |
| ---- | ---------------- | ------------------- | ---------------- |
| 1962 | opgave           | 64e                 |                  |
| 1963 | ↑ (1)            |                     | opgave           |
| 1964 | 32e (1)          |                     |                  |
| 1965 | opgave           |                     |                  |
| 1967 | opgave (1)       |                     |                  |
| 1968 | opgave           |                     |                  |

| Jaar | Milaan-San Remo | Ronde van Lombardije |
| ---- | --------------- | -------------------- |
| 1962 | 60e             | 39e                  |
| 1963 | 12e             | 21e                  |
| 1964 | 67e             | 30e                  |
| 1965 | 39e             |                      |
| 1967 |                 |                      |
| 1968 | 93e             |                      |